# Nissan R92CP
O Nissan R92CP é um protótipo homologado para competir no FIA grupo C  fabricado pela Nissan no Japão para competir nas principais provas da All Japan Sports Prototype Championship. 
Com um motor V8 de 3,5 litros e dois turbocompressores o R92CP herdou muitas características da plataforma do R90CP carro que competiu nas 24 horas de Le Mans de 1990. Participou também nas 24 horas de Daytona com um variante o R91CP.